# Márk Papp
Márk Papp (Budapeste, 8 de janeiro de 1994) é um maratonista aquática húngaro.

## Carreira

### Rio 2016
Papp competiu nos 10 km masculino nos Jogos Olímpicos de Verão de 2016 ficando na 12ª colocação.